# Donat Van Welle
Donat Van Welle (ur. 1890 – zm. ?) – Belg, zakonnik.
Do zakonu kapucynów wstąpił w 1908 roku. W 1915 roku przyjął święcenia kapłańskie. Był m.in. wykładowcą filozofii, magistrem nowicjatu i definitorem prowincjalnym, a w latach 1938–1948 pełnił urząd Generała Zakonu.